# Hot Stuff feat. KM-MARKIT
「Hot Stuff feat.KM-MARKIT」為日本歌手倖田來未於2005年4月13日發行的15th單曲。

## 解說
- 從4th原創專輯｢secret｣抽出曲目的再發行單曲「CD+DVD」3萬張完全限定生産盤。同日也發行「secret」大賣的記念限定盤「secret special edition」。

- DVD收錄的音樂錄影帶收錄有不同於｢secret｣的不同版本以及LIVE版。

Holå

## 發行版本
- CD+DVD  3萬張完全限定生産盤

## 曲目

### CD
1. Hot Stuff feat.KM-MARKIT
作詞:倖田來未/KM-MARKIT  作曲･編曲:今井大介
東京電視台「流派-R」片尾曲。
與嘻哈歌手KM-MARKIT合作曲。
2. Hot Stuff〜確変無想転生remix feat．UZI&KM-MARKIT〜
UZI參加的混音。
3. Trust you （Dub's Trust me Remix）
4. Selfish （D.I's C&B MIX）

### DVD
1. Hot Stuff feat.KM-MARKIT （Music Video）
2. Trust you（Thanks To MAM&GRAMMA Ver.）（Music Video）
3. Selfish（Live Clip）
4. Hot Stuff feat.KM-MARKIT （Making Clip）